# Districtul Tha Wung
Tha Wung (în thailandeză ท่าวุ้ง) este un district (Amphoe) din provincia Lopburi, Thailanda, cu o populație de 50.687 de locuitori și o suprafață de 242,8 km².